# Olimp Leśkiewicz

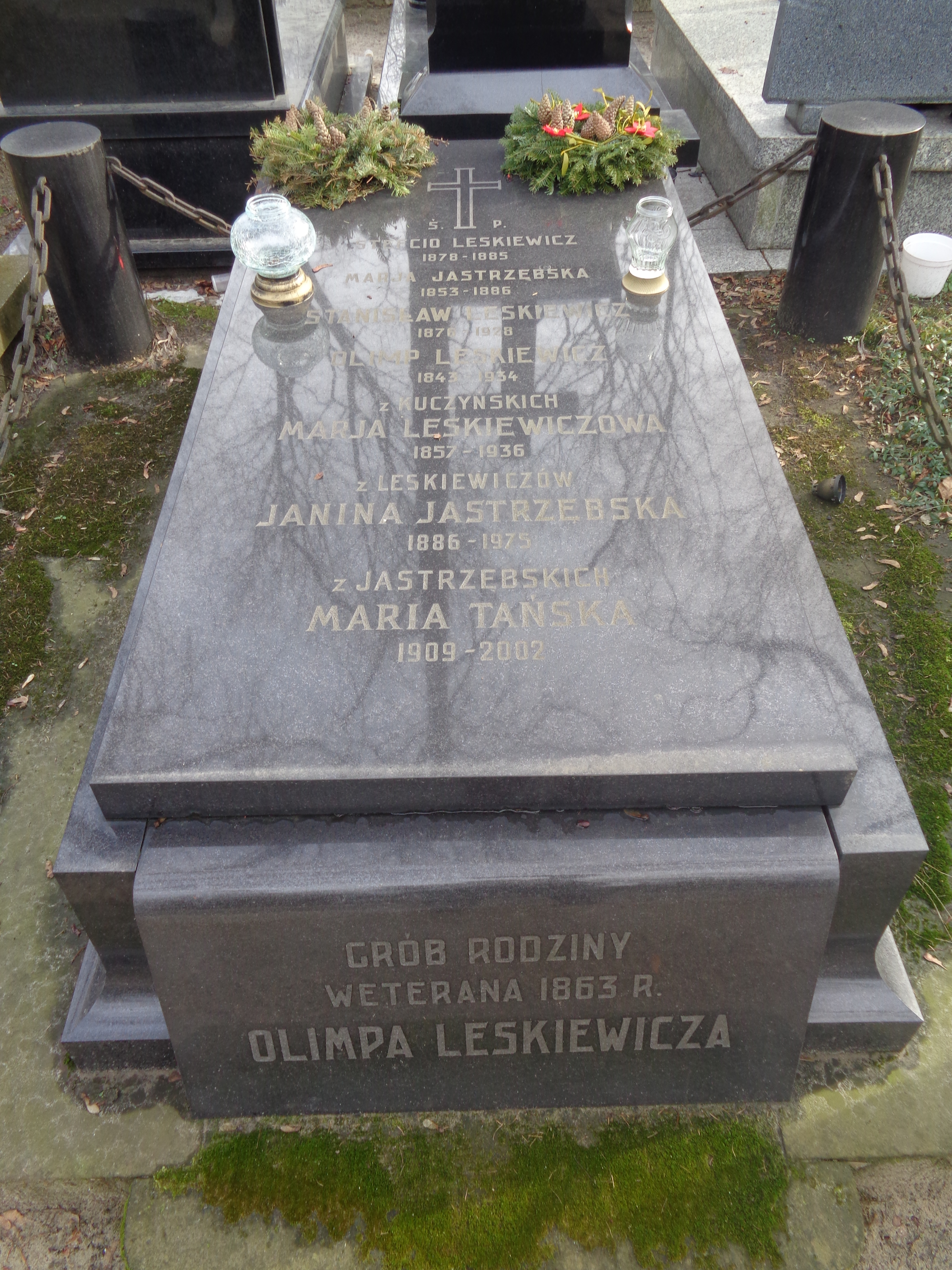
Grób Olimpa Leśkiewicza na cmentarzu Powązkowskim

Olimp Leśkiewicz (ur. 1843, zm. 1934) – porucznik, weteran powstania styczniowego. Był członkiem oddziału Żuawi śmierci. W stopniu kaprala brał udział m.in. w bitwach pod Grochowiskiem, Chroborzem.
Po odzyskaniu przez Polskę niepodległości (1918) w okresie II Rzeczypospolitej został awansowany do stopnia podporucznika weterana Wojska Polskiego. W 1930 roku został odznaczony Krzyżem Niepodległości z Mieczami i Krzyżem Walecznych. Zmarł w 1934 roku. Został pochowany na cmentarzu Powązkowskim w Warszawie (kwatera 18-6-13/14).